# Klaus Heizmann
Klaus-Helmut Heizmann (* 16. Mai 1944 in Haan) ist ein deutscher Komponist christlicher Popmusik, Musiker und Dirigent diverser Chöre.

## Leben
Seine ersten Klavierstunden erhielt Heizmann bereits im Vorschulalter durch die künstlerisch tätige Studienrätin Hedwig Volk. Sie finanzierte auch später seinen Klavier- und Orgelunterricht und ermöglichte ihm gegen anfängliche Vorbehalte in seiner Familie ein Musikstudium durchzusetzen. Heizmann studierte an der Evangelischen Landeskirchenmusikschule Düsseldorf, heute: Robert Schumann Hochschule, und absolvierte anschließend auf Anraten des damaligen Leiters des Missionswerkes Jugend für Christus, Werner Bürklin, ein zusätzliches Studienjahr in Fort Wayne, Indiana in den USA. Bei seiner Rückkehr nach Deutschland wurde Heizmann 1966 der erste hauptamtliche Musiker bei Jugend für Christus. 1968 wurde ihm dann die Leitung des Jugend-für-Christus-Chores übertragen. Derzeit bereits seit einem Jahrzehnt etabliert, entwickelte sich der Chor unter dem neuen Dirigat zum ersten progressiven Jugendchor der christlichen Musikszene in Deutschland. Die neuen geistlichen Lieder in Arrangements inspiriert von Popularmusik, leisteten Ende der 1960er Jahre einen maßgeblichen Beitrag zur vergleichbar späten Entwicklung moderner geistlicher Musik in Deutschland. Insbesondere auch durch die Herausgabe von Notenmaterial erwirkte Heizmann eine aktive Beteiligung der christlichen Jugend, die dadurch die neue Musik im Gemeindealltag einbringen konnte. Hieraus entwickelte sich in den folgenden Jahrzehnten bis in die frühen 1990er Jahre hinein das Phänomen der Jugendchorbewegung.
1971 heiratete Heizmann die Sängerin, spätere Liedermacherin und Kindermusikproduzentin Hella Heizmann. Es folgten arbeitsame Jahre mit vielen Plattenproduktionen, Konzerten, später selbst Schulungen und Seminaren sowie Kindersingfreizeiten. Auch internationale Projekte wurden verwirklicht. So brachen die beiden noch im selben Jahr mit dem Jugend-für-Christus-Teen-Team zu einer Tournee nach Südafrika auf. Des Weiteren wurde Heizmann für Billy Grahams erste europaweite Großevangelisation Euro ’70 als Chorleiter des eigens hierfür zusammengestellten 1500 Stimmen starken Euro Chors gewählt.
1976 verließ Klaus Heizmann das Missionswerk Jugend für Christus und gab damit die Leitung des Jugend-für-Christus-Chores ab. In den folgenden Jahren arbeitete er als Musiklektor im Hänssler-Verlag und etablierte Die Brückenbauer als neuen Jugendchor in der Szene.
1981 gründete Heizmann das Musische Bildungszentrum (MBZ) in Sankt Goar als Bildungseinrichtung, deren Zweck darin bestand, Jungtalente zu fördern sowie die künstlerische Arbeit in Kirchen und Gemeinden durch Weiterbildungsmöglichkeiten professionell zu unterstützen. Mit einem Mitarbeiterstab von rund 40 Referenten bot die Weiterbildungsstätte im Einzelnen Fortbildungskurse für Musik, Malerei, Gestaltung und darstellende Kunst sowie Kindersingfreizeiten, Dirigentenlehrgänge, Instrumentalseminare, Kurse in Pantomime und Harmonielehre. Das MBZ beherbergte zahllose Gäste, angefangen bei erfahrenen Musikern und Sängern für Seminare und Studiochoraufnahmen bis hin zu singbegeisterten Kindern für Kindersingfreizeiten und Musicalprojekte. Ende der 1980er Jahre schloss das MBZ seine Arbeit, nachdem der Hauptsponsor WERSI das Werk finanziell nicht mehr unterstützen konnte. Aus der Arbeit zurück blieb das Haus der Musik, das Heizmanns Arbeit in wesentlich reduzierter Form weiterführte.
1993 wurde die Ehe von Klaus und Hella Heizmann geschieden. Ihre zwei Töchter, Melanie und Viola, wurden in der christlichen Musikszene schon jung als Solisten im Kinderchor ihrer Mutter sowie später bei Projekten des Vaters und nicht zuletzt im Trio Hella, Melanie und Viola Heizmann bekannt.
1994 eröffnete Heizmann nach der Aufgabe des Standortes St. Goar das Haus der Musik in Wiesbaden. Es unterstützt heute als Verlag sowie Bildungseinrichtung sein künstlerisches Schaffen und ist organisatorisches Zuhause des Wiesbadener Studiochores, des Frauenensembles Farbenfroh und des Kinderchors Die Mini-Maxis.
1999 begann seine freiberufliche internationale Karriere mit dem Verlag Schott Music in Mainz, die bis heute andauert. Dort erschienen Noten- und Fachbücher aus seiner Feder, die ins Englische, Französische, Spanische, Tschechische und Chinesische übersetzt wurden. 2003 erhielt er für sein Buch So spreche ich richtig aus den Deutschen Musikeditionspreis.
Weitere Preise erhielt er für seine Kindermusicals – so beispielsweise 2012 den ersten Platz des Wettbewerbs zum landesweiten Chortreffen vom Landesverband der evangelischen Kirchenchöre in Baden. Bisher schrieb er 14 Musicals für Kinder und gehört damit zu den meistgespielten Komponisten von Kindermusicals im deutschsprachigen Raum. 2002 fand die Uraufführung des Musicals Brunello’s Weihnacht, das in Zusammenarbeit mit den Textern Dagmar Heizmann-Leucke und Richard Sigmund entstand, im Stadttheater Meran statt.
Ab 1994 war Heizmann mit Dagmar Heizmann-Leucke verheiratet, die im Januar 2020 verstorben ist. Sie haben drei Kinder. Er lebt in Wiesbaden.

## Künstlerisches Schaffen und größere Werke
Als Musiklektor und -produzent im Hänssler Verlag, Dirigent unterschiedlicher Chöre und Pionier moderner geistlicher Musik in Deutschland komponierte Heizmann über 1000 Lieder sowie über 500 Kinderlieder, die alle in über 120 Notenausgaben und auf über 350 Tonträgern veröffentlicht wurden. Sein Werk umfasst größtenteils Kompositionen des Neuen Geistlichen Liedes aber auch abendfüllende Oratorien, Kantaten und Musicals. Zusammen mit seiner Frau Dagmar Heizmann-Leucke entstanden auch Musicals und Kantaten für Kinder.
Zu Heizmanns erfolgreichsten Werken zählen zwei Oratorien in Zusammenarbeit mit Texter Johannes Jourdan, inspiriert an der (biblischen) Geschichte sowie mit eingearbeiteter Musik Israels. Das ältere Bühnenwerk behandelt dabei thematisch Israel als Volk und Land, das Nachfolgewerk widmet sich spezieller der Stadt Jerusalem und seiner Geschichte.
- „Israel Schalom“ (Oratorium für Chor, Solisten, Sprecher und Orchester), 1988 Hänssler-Verlag, Uraufführung 1989 in Wuppertal, 1988 Gesamteinspielung bei Hänssler Music
- „Jerusalem Schalom“ (Oratorium für Chor, Solisten, Sprecher und Orchester), 1994 Gerth Medien Musikverlag, Uraufführung 1995 in Basel, 1994 Gesamteinspielung bei Gerth Medien

Ferner ist Heizmann Herausgeber zahlreicher Musikfachbücher. Für sein Werk So spreche ich richtig aus erhielt er im Jahr 2003 den Deutschen Musikeditionspreis.

## Auszeichnungen
- 1. Preis in einem Kinderliedwettbewerb der Hochschule für evangelische Kirchenmusik Bayreuth und der Evangelisch-Lutherischen Kirche in Bayern für Beitrag „Alle Zeit der Welt schenkt mir Gott an jedem Tag“, 2000
- 1. Preis des Kirchenchorwerkes der Evangelisch-Lutherischen Landeskirche Sachsens für die Kinderkantate „Lichtblicke“, 2002
- 1. Preis des Kirchenchorwerkes der Evangelisch-Lutherischen Landeskirche Sachsens für das Kindermusical „Das Wunder von Jericho“, 2002
- Deutscher Musikeditionspreis für das Buch „So spreche ich richtig aus“, 2003
- 1. Preis für das Kindermusical „Gesprengte Ketten“ vom Landesverband der evangelischen Kirchenchöre in Baden, 2013
- Siegertitel „Dein Tisch für uns gedeckt“ beim Liederwettbewerb der Hochschule für Kirchenmusik Heidelberg, 2013
- Das Lied von Heizmann „Meine Seele ist stille in dir“ kommt ins „Neue Gotteslob“ (Gesangbuch der Katholischen Kirche Deutschlands, Österreichs, Südtirols), 2013

## Diskografie

### Chorprojekte

#### Singles
| Jahr | Titel                                     | Künstler                      | Mitwirkende / Gäste                                         | Label               |
| ---- | ----------------------------------------- | ----------------------------- | ----------------------------------------------------------- | ------------------- |
| 1968 | Wie herrlich ist dein Werk                | Jugend-für-Christus-Chor      | Doris Loh; Vernon Wicker                                    | Jugend für Christus |
| 196? | Er ist alles für mich                     | Jugend-für-Christus-Chor      | Richard Gastmann                                            | Jugend für Christus |
| 19?? | Seine Güte und Gnade werden mir folgen    | Jugend-für-Christus-Chor      | Hella Heizmann; Richard Gastmann; Traudl & Richard Gastmann | Jugend für Christus |
| 19?? | Psalm 98: Singet dem Herrn ein neues Lied | Jugend-für-Christus-Chor      | Hella Heizmann                                              | Jugend für Christus |
| 19?? | Jesus lebt!                               | Jugend-für-Christus-Chor      |                                                             | Jugend für Christus |
| 19?? | Der neue Psalm 23                         | Jugend-für-Christus-Chor      | Hella Heizmann                                              | Jugend für Christus |
| 1973 | Jesus sucht auch heute junge Leute        | Jugend-für-Christus-Teen-Team |                                                             | Jugend für Christus |

#### Alben
| Jahr | Titel                                                                  | Künstler                                            | Mitwirkende / Gäste | Label                     |
| ---- | ---------------------------------------------------------------------- | --------------------------------------------------- | --- | ------------------------- |
| 1968 | Jugend für Christus 1958-1968                                          | Jugend-für-Christus-Chor                            | Doris Loh | Jugend für Christus       |
| 1969 | The Deutschland Singers                                                | The Deutschland Singers                             | Hella Heizmann; Doris Loh | FourMost (USA)            |
| 19?? | Die schönsten Weihnachtslieder                                         | Jugend-für-Christus-Chor                            | Doris Loh | Jugend für Christus       |
| 19?? | Amen                                                                   | Jugend-für-Christus-Chor                            | Richard Gastmann; Hella Heizmann; Gerhard Lehr | Jugend für Christus       |
| 1971 | Das Jugend für Christus Teen Team auf Südafrikatournee                 | Jugend-für-Christus-Teen-Team                       | | Jugend für Christus       |
| 197? | Wenn ich Jesus in Herrlichkeit seh                                     | Jugend-für-Christus-Chor                            | Aldo Baldin; Irmtraud Gastmann; Richard Gastmann; Hella Heizmann; Hans Werner Scharnowski; Wilfried Mann                                                                                                  | Jugend für Christus       |
| 197? | Festliche Weihnachtsmusik                                              | Jugend-für-Christus-Chor                            | Gisela Mittelbach; Nürnberger Bäckerposaunen | Jugend für Christus       |
| 197? | Chor- und Bläsermusik                                                  | Jugend-für-Christus-Chor                            | Hella Heizmann; Gerhard Lehr; Bläserchor Hüttental-Geisweid unter der Leitung von Karl-Heinz Schnell | Jugend für Christus       |
| 197? | Halleluja, rühmt das Kreuz                                             | Jugend-für-Christus-Chor                            | Richard Gastmann; Hella Heizmann; Vernon Wicker | Jugend für Christus       |
| 1975 | Wunder sind mir kein Problem                                           | Jugend-für-Christus-Chor                            | Hella Heizmann | Hänssler Music            |
| 197? | Denn sie sollen getröstet werden                                       | Euro-Chor                                           | Ulrich Brück; Hans-Günter Dobzinski; Hella Heizmann; Hanni Rafflenbeul | Hänssler Music            |
| 197? | Gib mir Kraft für diesen Tag: Sechs Kurzansprachen von Paul Deitenbeck | Euro-Chor                                           | Hans-Günter Dobzinski; Hella Heizmann | Hänssler Music            |
| 1981 | Die Brückenbauer                                                       | Die Brückenbauer                                    | | Hänssler Music            |
| 1982 | Gebt ihm eure schönsten Melodien                                       | Studiochor des Musischen Bildungszentrums St. Goar  | Hella Heizmann; Werner Stubenrauch; Gabriele Uhl | MBZ                       |
| 1986 | Lichtblicke                                                            | Studiochor des Musischen Bildungszentrums St. Goar  | Cae Gauntt; Eddie Gauntt; Hella Heizmann; Beate Ling; Eberhard Rink | Hintermann                |
| 1987 | Farbe kommt in dein Leben                                              | Studiochor des Musischen Bildungszentrums St. Goar  | Cae Gauntt; Eddie Gauntt; Hella Heizmann; Beate Ling; Christian Löer | Hänssler Music            |
| 1987 | Überreich beschenkt                                                    | Resonanz                                            | Hella Heizmann; Beate Ling; Don & Susie Newby | Hintermann                |
| 1988 | Erleichtert                                                            | Studiochor des Musischen Bildungszentrums St. Goar  | Hella Heizmann; Beate Ling; Christian Löer; Eberhard Rink; Ruthild Wilson | Hintermann                |
| 1989 | Ich werfe mein Lied hinauf an den Himmel 1                             | Studiochor des Musischen Bildungszentrums St. Goar; | Gloria Gabriel; Helmut Jost; Beate Ling; Ruthild Wilson; Hella, Melanie Viola Heizmann | Resonanz Music-Production |
| 1990 | Die besondere Note 1                                                   | Resonanz                                            | Hella Heizmann; Helmut Jost; Beate Ling; Christian Löer; Ruthild Wilson | Gerth Medien              |
| 1991 | Ich werfe mein Lied hinauf an den Himmel 2                             | Resonanz                                            | Ruthild Wilson; Gloria Gabriel; Helmut Jost; Beate Ling; Hella, Melanie Viola Heizmann | Hintermann                |
| 1991 | Wer vertraut, hat Zukunft 12 ausgewählte „Lieder zum Leben“            | Resonanz                                            | Ulrike Ferdinand; Gloria Gabriel; Hella Heizmann; Helmut Jost; Claudia Klappstein; Los Angeles Strings And Brass                                                                                          | Gerth Medien              |
| 1991 | Gott gibt Mut zum Leben 12 ausgewählte „Lieder zum Leben“              | Resonanz                                            | Hella Heizmann; Michael Knöppel; Beate Ling; Eberhard Rink; Hella, Melanie und Viola Heizmann | Gerth Medien              |
| 1992 | Gott hört dein Gebet 12 ausgewählte „Lieder zum Leben“                 | Resonanz                                            | Hella Heizmann; Michael Knöppel; Beate Ling; Anke Sieloff; Los Angeles Strings And Brass | Gerth Medien              |
| 1993 | Ich werfe mein Lied hinauf an den Himmel 3                             | Resonanz                                            | Gloria Gabriel; Angela Gerhold; Beate Ling; Bernd-Martin Müller | Resonanz Music-Production |
| 1995 | Wer glaubt, gewinnt das Leben                                          | Wiesbadener Studiochor                              | Heike Barth; Gloria Gabriel; Claudia Klappstein; Christian Löer; Eberhard Rink; Los Angeles Strings And Brass                                                                                             | Gerth Medien              |
| 1996 | Lass dich auf die Freude ein                                           | Wiesbadener Studiochor; Die Mini-Maxis              | Heike Barth; Wolfgang Blissenbach; Thea Eichholz; Markus Eisenhauer; Gloria Gabriel; Sören Kahl; Claudia Klappstein; Carola Rink; Eberhard Rink; Los Angeles Brass; Tschechisches Symphonieorchester Prag | Gerth Medien              |
| 1997 | Gott ist mein Fels                                                     | Wiesbadener Studiochor                              | Wolfgang Blissenbach; Thea Eichholz; Bernd-Martin Müller; Carola Rink; Eberhard Rink; Los Angeles Strings And Brass                                                                                       | Gerth Medien              |
| 1998 | Die Freude am Herrn ist eure Stärke                                    | Wiesbadener Studiochor                              | Heike Barth; Annette Blatz-Braun; Wolfgang Blissenbach; Ruthild Wilson | Gerth Medien              |
| 1998 | Lobe den Herrn! Sing ihm dein Lied!                                    | Selected Sound                                      | Thea Eichholz; Melanie Heizmann; Bernd-Martin Müller; Eberhard Rink; Ruthild Wilson | Gerth Medien              |
| 1998 | Gottes Wort – wir stehen drauf                                         | Selected Sound                                      | Heike Barth; Gloria Gabriel; Werner Hoffmann; Helmut Jost; Beate Ling; Eberhard Rink | Gerth Medien              |
| 2000 | In Gottes Hand liegt unsre Zeit                                        | Wiesbadener Studiochor                              | Gloria Gabriel; Kristina Totzek | Gerth Medien              |
| 2000 | Herr, mache mich zu einem Werkzeug deines Friedens                     | Selected Sound                                      | Elke Diepenbeck; Gloria Gabriel; Bernd-Martin Müller; Laurent Quiros; Eberhard Rink | Gerth Medien              |
| 2002 | Die Liebe schafft sich Raum auf Erden                                  | Wiesbadener Studiochor; Selected Sound              | Elke Diepenbeck; Reinhart Gröschel; Daniela Jooß-Kesselmeyer; Bernd-Martin Müller; Gabriele Uhl; Martin Wanner; Bläserensemble des Gürzenich-Orchester Köln                                               | Gerth Medien              |
| 2004 | Meine Seele ist stille in dir                                          | Selected Sound                                      | Katrin Haag; Claudia Lemperle; Ruthild Wilson; Nanni Byl; Elke Diepenbeck; Eberhard Rink; Ingo Beckmann; José Rodriguez                                                                                   | Gerth Medien              |
| 2006 | Halleluja! Singt und jubelt                                            | Selected Sound                                      | Ingo Beckmann; Andreas Malessa; Eberhard Rink; Jana Rink; Danielle Vanes; Ruthild Wilson | Gerth Medien              |
| 2009 | Wohlauf, mein Herze, sing und spring                                   | Wiesbadener Studiochor                              | Annette Blatz-Braun; Jens Hamann; Claudia Klappstein; Gabriele Uhl | Hänssler Music            |
| 2010 | Reich beschenkt sind wir in dir                                        | Wiesbadener Studiochor                              | Jens Hamann | Haus der Musik            |
| 2010 | Beflügelt                                                              | Lieder zum Liederbuch „Farbenfroh“                  | Farbenfroh (Frauenchor) | Haus der Musik            |
| 2014 | Das Wunder von Bethlehem                                               | Wiesbadener Studiochor                              | Jens Hamann, Kristina Totzek | Haus der Musik            |

#### Gesamteinspielungen
| Jahr | Titel                                  | Form      | Künstler | Label               |
| ---- | -------------------------------------- | --------- | --- | ------------------- |
| 1975 | Leben                                  | Musical   | Hella Heizmann; Renate Meyeres; Jugend für Christus Chor; Westminster Sinfonieorchester London                                     | Jugend für Christus |
| 1978 | Mein Geist wird euch leiten            | Oratorium | Wolfgang Blissenbach; Euro Chor | Hänssler Music      |
| 1980 | Halleluja – Ein Lob- und Dank-Festival |           | Wolfgang Blissenbach; Hella Heizmann; Euro-Chor                                                                                    | Hänssler Music      |
| 1989 | Israel Schalom                         | Oratorium | Hella Heizmann; Rainer Lemke; Eddie Gauntt; Studiochor des Musischen Bildungszentrums St. Goar; Los Angeles Strings And Brass      | Hänssler Music      |
| 1994 | Jerusalem Schalom                      | Oratorium | Heike Barth; Gloria Gabriel; Rainer Lemke; Wolfgang Blissenbach; Resonanz; Evan Voc; Selected Sound; Los Angeles Strings And Brass | Gerth Medien        |
| 1998 | Das Licht leuchtet in der Finsternis   | Oratorium | Heike Barth; Annette Blatz-Braun; Gabriele Uhl; Stefan Heidemann; Wiesbadener Studiochor; Los Angeles Strings And Brass            | Gerth Medien        |
| 2008 | Zachäus Zastermann                     | Musical   | Die Mini-Maxis; Wiesbadener Studiochor                                                                                             | Haus der Musik      |
| 2009 | David – Sänger, König und Poet         | Oratorium | Katharina Wollitz; Jens Hamann; Wiesbadener Studiochor                                                                             | Hänssler Music      |

#### Oratorien (Solisten, Chor, Orchester) erschienen als Notenausgabe und CD
| Jahr | Titel                                          | Label           |
| ---- | ---------------------------------------------- | --------------- |
| 1988 | Israel Schalom                                 | Hänssler Verlag |
| 1994 | Jerusalem Schalom                              | Gerth Medien    |
| 1998 | Jesus Oratorium (Aus der Finsternis ins Licht) | Gerth Medien    |
| 2009 | David-Oratorium (König, Sänger und Poet)       | Hänssler Verlag |
| 2016 | Macht hoch die Tür (Adventsoratorium)          | Haus der Musik  |
| 2018 | Paulus-Oratorium                               | Haus der Musik  |

##### Die neue Kantate
| Jahr | Titel                        | Künstler | Label        |
| ---- | ---------------------------- | --- | ------------ |
| 1992 | Preis und Anbetung sei dir   | Heike Barth; Rainer Lemke; Wolfgang Blissenbach; Resonanz; Evan Voc; Los Angeles Strings And Brass                   | Gerth Medien |
| 1993 | Jesus kommt wieder           | Heike Barth; Gloria Gabriel; Wolfgang Blissenbach; Resonanz; Evan Voc; Selected Sound; Los Angeles Strings And Brass | Gerth Medien |
| 1995 | Lichter der Hoffnung         | Heike Barth; Gloria Gabriel; Wolfgang Blissenbach; Wiesbadener Studiochor; Los Angeles Strings And Brass             | Gerth Medien |
| 1999 | Danket Gott, denn er ist gut | Kristina Totzek; Stefan Heidemann; Wiesbadener Studiochor; Blechbläserensemble der Münchner Philharmoniker           | Gerth Medien |

##### Die kleine Kantate
| Jahr | Titel                                              | Künstler | Label        |
| ---- | -------------------------------------------------- | --- | ------------ |
| 1996 | Gelobt sei, der da kommt                           | Claudia Klappstein; Gloria Gabriel; Eberhard Rink; Wolfgang Blissenbach; Die Mini-Maxis; Wiesbadener Studiochor; Symfonický orchestr hlavního města Prahy FOK | Gerth Medien |
| 1996 | Wir verkündigen euch große Freude                  | Heike Barth; Die Mini-Maxis; Wiesbadener Studiochor; Symfonický orchestr hlavního města Prahy FOK | Gerth Medien |
| 1997 | Dank für Golgatha / Er ist wahrhaftig auferstanden | Heike Barth; Wolfgang Blissenbach; Wiesbadener Studiochor; Los Angeles Strings And Brass | Gerth Medien |
| 2001 | Halleluja! Lobet Gott                              | Elke Schützhold (Sprecherin); Nadja Kufner (Sprecherin Kinderstimme); Gisbert Rüschkamp (Sprecher); Daniela Jooß-Kesselmeyer (Mezzosopran); Anna-Luise Lieber (Solistin Kinderstimme); Die Mini-Maxis (Leitung: Dagmar Heizmann-Leucke); Kinderchor Unnau (Leitung: Thomas Schmidt); Wiesbadener Studiochor (Leitung: Dagmar Heizmann-Leucke) | Gerth Medien |
| 2002 | Der Weg der Barmherzigkeit                         | Wiesbadener Studiochor | Gerth Medien |
| 2003 | Machet die Tore weit                               | Kristina Totzek; Wiesbadener Studiochor | Gerth Medien |
| 2003 | Lasset uns nun gehen nach Bethlehem                | Daniela Jooß-Kesselmeyer; Martin Wanner; Die Mini-Maxis; Wiesbadener Studiochor | Gerth Medien |
| 2005 | Via Dolorosa / Das Leben ist Sieger                | Daniela Jooß-Kesselmeyer; Sung-Deok Park; Wiesbadener Studiochor | Gerth Medien |

#### Demos
| Jahr | Titel                                          | Künstler                                                                                               | Mitwirkende Gäste  | Label          |
| ---- | ---------------------------------------------- | --- | ------------------ | -------------- |
| 1986 | Singt das Lied der Lieder 3 Demo-MCs zu Band 1 | Studiochor des Musischen Bildungszentrums St. Goar                                                     |                    | Hänssler Music |
| 1987 | Singt das Lied der Lieder 2 Demo-MCs zu Band 2 | Studiochor des Musischen Bildungszentrums St. Goar                                                     | Cae & Eddie Gauntt | Hänssler Music |
| 1990 | Die besondere Note 2                           | Klaus-Heizmann-Studiochor (Hella Heizmann; Melanie Heizmann; Viola Heizmann; Klaus Regel; Till Matton) |                    | Gerth Medien   |

### Kinderprojekte
| Jahr | Titel                       | Künstler                                         | Label        |
| ---- | --------------------------- | ------------------------------------------------ | ------------ |
| 1995 | Klein, aber oho!            | Die Mini-Maxis                                   | Gerth Medien |
| 1996 | Spitzenmäßig                | Die Mini-Maxis                                   | Gerth Medien |
| 2000 | Gott liebt dich und mich    | Gloria Gabriel; Die Mini-Maxis                   | Gerth Medien |
| 2000 | Lieder sind wie Himbeereis  | Melanie Heizmann; Die Mini-Maxis                 | Gerth Medien |
| 2001 | Weihnachtsfreude riesengroß | Christian Löer; Die Mini-Maxis; Kinderchor Unnau | Gerth Medien |
| 2003 | Gott macht mir Mut          | Kinderchor Unnau; Die Mini-Maxis                 | Gerth Medien |

#### Kindermusicals (CDs und Notenausgaben)
| Jahr | Titel                        | Form                              | Mitwirkende Künstler | Label          |
| ---- | ---------------------------- | --------------------------------- | --- | -------------- |
| 1995 | Ein unvergesslicher Advent   | Musical für Kinder und Erwachsene | Gloria Gabriel; Helmut Jost; Die Mini-Maxis                                                                                   | Gerth Medien   |
| 1996 | Das Geheimnis von Zelle Zehn | Musical für Kinder                | Die Mini-Maxis | Gerth Medien   |
| 1998 | Der Stern von Bethlehem      | Musical für Kinder                | Knabensolisten des Wiesbadener Knabenchors; Die Mini-Maxis                                                                    | Gerth Medien   |
| 1999 | Der verlorene Sohn           | Musical für Kinder                | Dagmar Heizmann-Leucke; Die Mini-Maxis                                                                                        | Gerth Medien   |
| 2002 | David und Goliath            | Musical für Kinder                | Die Mini-Maxis | Gerth Medien   |
| 2004 | Das Wunder von Jericho       | Musical für Kinder                | Die Mini-Maxis | Gerth Medien   |
| 2005 | Suleilas erste Weihnacht     | Musical für Kinder                | Die Mini-Maxis; Kinderchor Bund Evangelisch-Freikirchlicher Gemeinden; Wiesbaden unter der Leitung von Dagmar Heizmann-Leucke | Gerth Medien   |
| 2008 | Zachäus Zastermann           | Musical für Kinder und Erwachsene | Dagmar Heizmann-Leucke; Klaus Heizmann                                                                                        | Haus der Musik |
| 2009 | Eine zündende Idee           | Musical für Kinder                | Kinderchor Unnau | Haus der Musik |
| 2012 | Das Räubernest von Bethlehem | Musical für Kinder                | Die Mini-Maxis | Haus der Musik |
| 2012 | Gesprengte Ketten            | Musical für Kinder                | Dagmar Heizmann-Leucke; Klaus Heizmann                                                                                        | Haus der Musik |
| 2014 | Der barmherzige Samariter    | Musical für Kinder                | Dagmar Heizmann-Leucke; Klaus Heizmann                                                                                        | Haus der Musik |

#### Kinderkantaten
| Jahr | Titel                   | Form               | Mitwirkende Künstler                                             | Label          |
| ---- | ----------------------- | ------------------ | ---------------------------------------------------------------- | -------------- |
| 2005 | Lichtblicke             | Kantate für Kinder | Kinderchor Unnau; Nationales Radio-Sinfonieorchester der Ukraine | Haus der Musik |
| 2010 | Noah und die große Flut | Kantate für Kinder | Dagmar Heizmann-Leucke; Klaus Heizmann                           | Haus der Musik |

### Instrumentalprojekte

#### Instrumentales Soloprojekt
| Jahr | Titel             | Künstler       | Label          |
| ---- | ----------------- | -------------- | -------------- |
| 1980 | Portrait in Tönen | Klaus Heizmann | Hänssler Music |

#### Orchesterprojekte
| Jahr | Titel                                                            | Mitwirkende Künstler                            | Label        |
| ---- | ---------------------------------------------------------------- | ----------------------------------------------- | ------------ |
| 1993 | Festival der Töne: Die schönsten Melodien aus „Lieder zum Leben“ | Los Angeles Strings And Brass                   | Gerth Medien |
| 1995 | Hevenu schalom alejchem: Lieder aus Israel – instrumental        | Bettina Kahl, Phil Ayling, John Hunt, Tom Keene | Gerth Medien |
| 2005 | Ein Himmel voller Geigen                                         | Nationales Radiosinfonieorchester der Ukraine   | Gerth Medien |
| 2005 | Orchesterträume                                                  | Nationales Radiosinfonieorchester der Ukraine   | Gerth Medien |
| 2005 | Symphonic Praise                                                 | Nationales Radiosinfonieorchester der Ukraine   | Gerth Medien |

### Compilations
Folgende Auflistung berücksichtigt ausschließlich Alben mit Klaus Heizmann bzw. der an ihn gebundenen Künstler oder mit ihm assoziierten Konzepten als ausdrücklichem Subjekt der Zusammenstellung.
| Jahr | Titel                                            | Label               | Anmerkungen |
| ---- | ------------------------------------------------ | ------------------- | --- |
| 1975 | Jugend für Christus                              | Jugend für Christus | Zusammenstellung aus Singles und Alben des Jugend für Christus Chors |
| 1996 | Lieder zum Leben                                 | Gerth Medien        | Zusammenstellung aus den Alben „Wer vertraut, hat Zukunft“ (1991), „Gott gibt Mut zum Leben“ (1992) und „Gott hört dein Gebet“ (1992)                                                               |
| 1996 | Lieder zum Leben 2                               | Gerth Medien        | Zusammenstellung aus den Alben „Wer vertraut, hat Zukunft“ (1991), „Gott gibt Mut zum Leben“ (1992) und „Gott hört dein Gebet“ (1992)                                                               |
| 1999 | Die schönsten Lieder von Klaus Heizmann          | Gerth Medien        | Zusammenstellung aus den Alben 1988 bis 1998 |
| 2000 | Die schönsten Titel aus „Lieder zum Leben 2“     | Gerth Medien        | Zusammenstellung aus den Alben „Gott ist mein Fels“ (1997), „Die Freude am Herrn ist eure Stärke“ (1997), „Lobe den Herrn! Sing ihm dein Lied!“ (1998) und „In Gottes Hand liegt unsre Zeit“ (2000) |
| 2004 | Ein Lied soll neu erklingen                      | Haus der Musik      | Zusammenstellung aus früheren Alben |
| 2004 | Wäre die Freude nur immer so groß                | Haus der Musik      | Zusammenstellung aus früheren weihnachtlichen Alben |
| 2009 | Die beliebtesten Lieder aus „Lieder zum Leben“ 1 | Gerth Medien        | Zusammenstellung aus den Alben 1997 bis 2000 |
| 2009 | Die beliebtesten Lieder aus „Lieder zum Leben“ 2 | Gerth Medien        | Zusammenstellung aus den Alben 1997 bis 2000 |
| 2012 | Die schönsten Lieder aus „Licht und Leben“       | Haus der Musik      | Zusammenstellung aus früheren Alben |

### Wort-Musik-Konzept
| Jahr | Titel           | Mitwirkende Künstler           | Label            | Anmerkungen |
| ---- | --------------- | ------------------------------ | ---------------- | --- |
| 1988 | Reich beschenkt | Bach-Collegium Stuttgart u. a. | Coprint MC 10059 | Tonträgerveröffentlichung zum gleichnamigen Bildband von Klaus Heizmann mit Fotografien von Eberhard Schumann, ISBN 978-3-922819-59-2 |

## Bibliografie

### Notenbücher
| Jahr | Titel                                                                  | Untertitel                                                                                        | Verlag                        |
| ---- | ---------------------------------------------------------------------- | ------------------------------------------------------------------------------------------------- | ----------------------------- |
| 1970 | Euro 70 Liederbuch                                                     |                                                                                                   | Hänssler Verlag               |
| 1973 | Neue Lieder vom Jugend für Christus Chor                               |                                                                                                   | Hänssler Verlag               |
| 1975 | Ich sage Ja zu dir                                                     | Neue Lieder für Männerchöre                                                                       | Hänssler Verlag               |
| 1978 | Ich sage Ja zu dir, Band 2                                             | Neue Lieder für Männerchöre                                                                       | Hänssler Verlag               |
| 1978 | Klavierbearbeitungen von bekannten Evangeliumsliedern und Spirituals   |                                                                                                   | Hänssler Verlag               |
| 1978 | Der junge Sound                                                        | Lieder für Jugendchöre                                                                            | Hänssler Verlag               |
| 1979 | Die Freude wirft ihr Licht voraus                                      | Advents- und Weihnachtslieder                                                                     | Hänssler Verlag               |
| 1980 | Klavierbearbeitungen von bekannten Evangeliumsliedern und Spirituals 2 |                                                                                                   | Hänssler Verlag               |
| 1982 | Du gibst das Leben                                                     |                                                                                                   | Hänssler Verlag               |
| 1983 | Singt das Lied der Lieder                                              | Lieder für Jugendchöre                                                                            | Hänssler Verlag               |
| 1985 | Kommt, und lasst uns singen                                            | Lieder für Männerchöre                                                                            | Hänssler Verlag               |
| 1987 | Singt mit uns!                                                         | Liederbuch für die Gemeinde                                                                       | Hänssler Verlag               |
| 1987 | Singt das Lied der Lieder, Band 2                                      | Lieder für Jugendchöre                                                                            | Hänssler Verlag               |
| 1990 | Kommt zum Fest des Lebens                                              | Arrangements bekannter Lieder und Spirituals für Blechbläser von Bertold Engel                    | Hänssler Verlag               |
| 1991 | Lieder zum Leben                                                       | Das große Chorbuch für gemischte Chöre                                                            | Gerth Medien                  |
| 1992 | Die Freude ist mein Lied                                               | Dreistimmige Chorsätze für Sopran, Alt und Männerstimme                                           | Gerth Medien                  |
| 1993 | Die Quelle                                                             | Lieder für Frauenchöre                                                                            | Gerth Medien                  |
| 1993 | Ich werfe mein Lied hinauf an den Himmel                               | Lob-, Dank- und Anbetungslieder                                                                   | Gerth Medien                  |
| 1993 | Kinderliederland                                                       | Neue und bekannte Hits für Kids                                                                   | Gerth Medien                  |
| 1994 | Die besondere Note                                                     | Lieder für Jugendchöre                                                                            | Gerth Medien                  |
| 1997 | Lieder zum Leben, Band 2                                               | Das große Chorbuch für gemischte Chöre                                                            | Gerth Medien                  |
| 1999 | Einfach spitze! Auf los geht’s los                                     | Lieder für Kinder                                                                                 | Lugert                        |
| 2000 | Unser Liederbuch                                                       | Gemeindelieder – gestern, heute, morgen                                                           | Gerth Medien                  |
| 2000 | Solo                                                                   | Das Liederbuch für Solisten mit neuen geistlichen Liedern für verschiedene Anlässe im Kirchenjahr | Gerth Medien                  |
| 2000 | Festlicher Auftakt                                                     | Eröffnungsstücke für Klavier                                                                      | Gerth Medien                  |
| 2000 | Tastentanz – Band 1                                                    | Klavierbearbeitungen                                                                              | Haus der Musik                |
| 2000 | Singt!                                                                 | Lieder für Männerchöre                                                                            | Haus der Musik                |
| 2002 | Farbenfroh                                                             | Geistliche Lieder für Frauenchöre                                                                 | Haus der Musik / Schott Music |
| 2004 | Flötissimo                                                             | Musik zur Advents- und Weihnachtszeit                                                             | Haus der Musik                |
| 2004 | Flötissimo – Band 2                                                    | Bearbeitungen klassischer und moderner Stücke                                                     | Haus der Musik                |
| 2004 | Choreluja                                                              | Lieder für Gott – und die Welt. Für gemischte Chöre                                               | Tonos-Musikverlag             |
| 2005 | Vierzig mal drei                                                       | Dreistimmige Chorsätze für Sopran, Alt und Männerstimme                                           | Haus der Musik                |
| 2005 | Flötissimo – Band 3                                                    | Varianten über bekannte geistliche Lieder und Gospels                                             | Haus der Musik                |
| 2005 | Festlicher Auftakt, Band 2                                             | Eröffnungsstücke für Klavier                                                                      | Haus der Musik                |
| 2005 | Dona nobis pacem: Trost und Hoffnung                                   | 36 neue und alte Lieder: Beerdigungen, Trauerfeiern                                               | Schott Music                  |
| 2006 | Tastentanz – Band 2                                                    | Klavierbearbeitungen bekannter Lieder                                                             | Haus der Musik                |
| 2006 | Lobe den Herrn! Sing ihm dein Lied!                                    | Lieder für Männerchöre                                                                            | Haus der Musik                |
| 2006 | Ein Stern strahlt in der dunklen Nacht                                 | Neue und alte Advents- und Weihnachtslieder für Gesang und Klavier                                | Schott Music                  |
| 2007 | Wenn Liebe wächst                                                      | Hochzeitslieder aus vier Jahrhunderten für Gesang und Klavier                                     | Schott Music                  |
| 2007 | A cappella – Band 1                                                    | Chorsätze für gemischten Chor                                                                     | Haus der Musik                |
| 2009 | Resonanz                                                               | Das große Chorbuch für gemischte Chöre mit geistlichen Liedern                                    | Haus der Musik                |
| 2009 | Geht mit Gottes Segen                                                  | Hochzeitslieder für gemischte Chöre aus fünf Jahrhunderten                                        | Haus der Musik                |
| 2009 | Licht leuchtet auf                                                     | Das große Chorbuch für gemischte Chöre: Advent, Weihnachten, Jahreswechsel                        | Haus der Musik                |
| 2009 | Amazing grace                                                          | Gospels für Gemischte Chöre                                                                       | Haus der Musik                |
| 2010 | Farbenfroh, Band 2                                                     | Geistliche Lieder, Gospels und Spirituals für Frauenchöre                                         | Haus der Musik                |
| 2010 | fünfzig mal drei                                                       | dreistimmige Geistliche Lieder                                                                    | Haus der Musik                |
| 2011 | Ave Maria                                                              | 33 Werke aus alter und neuer Zeit                                                                 | Schott Music                  |
| 2012 | Licht und Leben                                                        | Gemeindelieder – gestern, heute, morgen                                                           | Haus der Musik                |
| 2012 | Das Wunder von Bethlehem                                               | Weihnachtskantate                                                                                 | Haus der Musik                |
| 2013 | Mein Gitarrenliederbuch                                                | Geistliche Lieder für Solisten, Duos, Trios oder Gitarrenchöre...                                 | Haus der Musik                |
| 2013 | Tastentanz – Band 3                                                    | Klavierbearbeitungen bekannter Lieder                                                             | Haus der Musik                |
| 2013 | Segne und behüte uns                                                   | 42 Segenslieder für gemischten Chor                                                               | Schott Music                  |
| 2013 | A Capella – Band 2                                                     | 106 neue und bewährte Chorsätze für gemischten Chor                                               | Haus der Musik                |
| 2014 | Singet dem Herrn ein neues Lied – Kantate                              | Kantate zum Thema Musik für gem. Chor, Solist, Sprecher und Instrumente                           | Haus der Musik                |
| 2015 | Das Geheimnis der Heiligen Nacht – Musikalisches Krippenspiel          | Fassung nur für Kinderchor                                                                        | Haus der Musik                |
| 2015 | Das Geheimnis der Heiligen Nacht – Musikalisches Krippenspiel          | Fassung nur für Kinderchor und gemischten Chor                                                    | Haus der Musik                |
| 2015 | Lasst euer Lob erklingen                                               | Kompositionen für Frauenchor                                                                      | Schott Music                  |
| 2015 | Alles, was atmet, lobe den Herrn – Kantate                             | Kantate für gem. Chor und Blechbläser                                                             | Haus der Musik                |
| 2018 | Heiter bis wolkig                                                      | Kompositionen für Frauenchor                                                                      | Schott Music                  |
| 2019 | Heiter bis wolkig                                                      | Kompositionen für gemischten Chor (SAM)                                                           | Schott Music                  |
| 2019 | Es kommt der Herr der Herrlichkeit                                     | Kompositionen für gemischten Chor (Choralkantate)                                                 | Haus der Musik                |
| 2019 | ProChor                                                                | Kompositionen für gemischte Chöre                                                                 | Haus der Musik                |
| 2019 | Zwanzig mal drei                                                       | Kompositionen für 3-stg. Chor                                                                     | Haus der Musik                |
| 2019 | Winterwunderland                                                       | Kompositionen für Kinderchor                                                                      | Schott Music                  |
| 2020 | Musik für eine Königin                                                 | Orgelwerke                                                                                        | Haus der Musik                |
| 2021 | Wir freuen uns, es ist Advent                                          | Adventskantate mit Bühnenspiel                                                                    | Haus der Musik                |
| 2021 | Advents- und Weihnachtsvariationen                                     | für 15 verschiedene Instrumente                                                                   | Haus der Musik                |
| 2021 | Meine Hoffnung und meine Freude                                        | Musik für Veehharfe                                                                               | Haus der Musik                |
| 2022 | Lichterzeit – Freudenzeit                                              | Liederbuch für Solisten                                                                           | Haus der Musik                |
| 2022 | Festlicher Auftakt                                                     | Musik für Veehharfe                                                                               | Haus der Musik                |
| 2022 | Unser Lied zur Ehre Gottes                                             | Geistl. Duette für Sopran, Alt                                                                    | Haus der Musik                |
| 2022 | Männer: Singt! (Band 1 + 2)                                            | Geistl. Lieder für Männerchöre                                                                    | Haus der Musik                |
| 2023 | Golgatha                                                               | Passionskantate                                                                                   | Haus der Musik                |
| 2023 | 15 x 3                                                                 | 15 Dreistimmige Motetten                                                                          | Haus der Musik                |
| 2023 | Die goldene Glücksharfe                                                | Musik für Veehharfe                                                                               | Haus der Musik                |

### Fachbücher
| Jahr | Titel                                                           | Verlag            |
| ---- | --------------------------------------------------------------- | ----------------- |
| 1999 | 200 Einsingübungen für Chöre und Solisten (deutsche Ausgabe)    | Schott Music      |
| 2003 | 200 Vocal Warm-ups (englische Ausgabe)                          | Schott Music      |
| 2007 | 200 Échauffements vocaux (französische Ausgabe)                 | Schott Music      |
| 2011 | 200 Ejercicios de Vocalización (spanische Ausgabe)              | Schott Music      |
| 2012 | 200 Einsingübungen für Chöre und Solisten (chinesische Ausgabe) | Schott Music      |
| 2003 | So spreche ich richtig aus (deutscher Musikeditionspreis)       | Schott Music      |
| 2018 | Dabada und dubidu – Stimmbildung für Kinder                     | Schott Music      |
| 2022 | 200 Eserzici Di Riscaldamento - Vocale (italienische Ausgabe)   | Cori Del Trentino |

### Humorbücher
| Jahr | Titel                       | Verlag             | Anmerkungen                              |
| ---- | --------------------------- | ------------------ | ---------------------------------------- |
| 1987 | Notensalat                  | coprint            | Mit Karikaturen                          |
| 2003 | Immer diese Klavierspieler  | Atlantis Musikbuch | Mit Zeichnungen von Hermann von Saalfeld |
| 2004 | Gar lustig ist die Sängerei | Atlantis Musikbuch | Mit Zeichnungen von Anke am Berg         |
| 2006 | Immer diese Bläser          | Atlantis Musikbuch | Mit Zeichnungen von Hermann von Saalfeld |

### Bildband
| Jahr | Titel           | Verlag  | Anmerkungen |
| ---- | --------------- | ------- | --- |
| 1987 | Reich beschenkt | Coprint | Mit Texten von Manfred Siebald, Johannes Hansen, Johannes Hanselmann, Peter Helbich, Konrad Eißler, Andreas Malessa u. v. a. |